# Pierścień Townenda

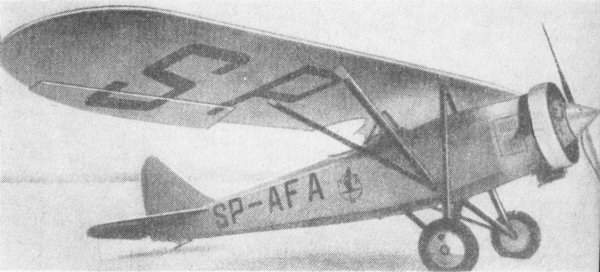
PZL Ł.2 „Afrykanka” z pierścieniem Townenda wokół silnika. Maszyną tą Stanisław Skarżyński i Andrzej Markiewicz okrążyli w długodystansowym rajdzie Afrykę.

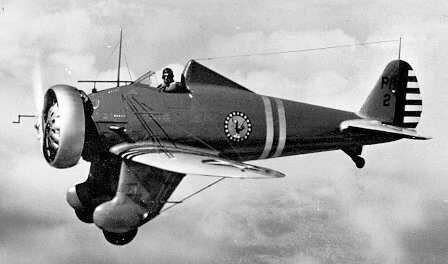
Boeing P-26

Pierścień Townenda – rodzaj okapotowania (owiewki) gwiazdowego silnika lotniczego, stały profilowany pierścień o stosunkowo wąskiej cięciwie, otaczający silnik ciasno ponad głowicami cylindrów, dzięki redukcji turbulencji poprawiający ich chłodzenie i zmniejszający opór czołowy silnika.
Element ten, wynaleziony przez Huberta Townenda z National Physical Laboratory i opatentowany w 1929, miał postać wąskiego pierścienia o tak wyprofilowanym przekroju, by generować stosunkowo dużą siłę nośną, a co za tym idzie znaczny przepływ skierowany w kierunku kadłuba samolotu (gondoli silnika itp.), którą otaczał. Pozwalało to na zmniejszenie zaburzeń przepływu za cylindrami lub innymi wystającymi z kadłuba elementami.
Równolegle nad zmniejszającymi opory osłonami pracowało National Advisory Committee for Aeronautics (NACA). Wąski pierścień miał mniejszy wpływ na chłodzenie cylindrów niż pełne okapotowanie proponowane przez NACA, dlatego początkowo producenci samolotów preferowali wynalazek Townenda. Używał go zwłaszcza Boeing, m.in. w myśliwcu Boeing P-26 Peashooter, ale był też stosowany na samolotach Vickers Wellesley czy Westland Wallace; z polskich maszyn pierścienie wykorzystywały samoloty PZL Ł.2. Badania porównawcze wykazały znaczące zmniejszanie oporów przy zastosowaniu szerokich obudów typu NACA. Przykładowo, bombowiec Martin B-10 był szybszy o ok. 30 km/h z okapotowaniem NACA niż z pierścieniem Townenda, a równocześnie, dzięki poprawie aerodynamiki, miał niższą prędkość lądowania.